# サチカゼ
サチカゼとは日本の競走馬である。「不沈艦」の異名を持つほどの丈夫な馬であったが、1961年秋の天皇賞で完走した直後に急死した。伊藤竹男と境勝太郎が主戦騎手を務めた。

## 戦績
馬齢は旧表記で統一する。
3歳にして500キログラムを超える当時としては破格の大型馬であったが、仕上がりは早く1958年8月にデビュー。2戦目に勝ち上がると、2度の惜敗のあと4連勝を果たす。唯一の特別競走勝利はこの時期に記録している。さらに休養明けの競走も勝ちクラシックロードに乗った。ところがこの5連勝以降は器用さのなさが露呈し重賞では惨敗続きで、最大目標だった東京優駿では不良馬場にも祟られ勝ち馬・コマツヒカリから離された22着に終わっている。
先行粘り込みしかできない脚質ゆえにレベルの低いオープン戦以外では勝ち負けできない日々が続いたが、5歳時（1960年）には秋の天皇賞こそ11頭立て10着に惨敗したものの、適距離の新設重賞・宝塚記念を含めて5戦続けて2着となるなど大負けは少なかった。
6歳時、安田記念ではホマレボシを相手にして僅差の2着となる。6月のオープン戦から休養を挟んで3連勝したことで、前年10着に終わった秋の天皇賞への再挑戦が決定した。

### 第44回・天皇賞（秋）
1961年秋の天皇賞は7頭立ての少頭数とはいえ、単勝1番人気のホマレボシに地方競馬出身のオンスロート・タカマガハラが挑み、それに関西からはエース格のコダマこそ長期休養中で不在であるが、宝塚記念馬シーザーが花を添えると言う豪華さであった。
第3コーナー手前からスタートしたレースは快速が売りのハローモアが先手を取り、オンスロートが2番手追走。サチカゼはその直後をシーザーとともに追走する形となった。後ろは、順にオンワードベル・タカマガハラ・ホマレボシ。
レースが動いたのはふたたび第3コーナーに戻って来た刹那、満を持して仕掛けたオンスロートが逃げるハローモアに並び掛ける。それに呼応し、シーザー・オンワードベル・タカマガハラが追撃開始。サチカゼはこのペースアップに付いて行けず、次第に遅れ始める。最後は6着入線したオンワードベルからさらに遅れた大差でゴールにたどり着いた。
ゴールの直後、止まったサチカゼの巨体が崩れるように前のめりに倒れた。ゴール手前で異常に気付いた伊藤竹男騎手はあわてて飛び降り駆けつけるものの、2･3度の痙攣を最後に動くことはなく事切れた。日本中央競馬会からの正式発表によると、死因は急性の心臓麻痺であった。「直線に入ったところで心臓が止まっていたが、凄い力で振り切って走り続けた」という話は、新聞社側の手によって誇張されたものである。

## 血統表
| サチカゼの血統（ベンドア系 / Pharos 4×5=9.38%） | サチカゼの血統（ベンドア系 / Pharos 4×5=9.38%） | サチカゼの血統（ベンドア系 / Pharos 4×5=9.38%） | （血統表の出典）        | （血統表の出典） |
| 父 *ライジングフレーム Rising Flame 1947 黒鹿毛 | 父の父The Phoenix 1940 鹿毛                     | Chateau Bouscaut                                | Kircubbin               | Kircubbin        |
| 父 *ライジングフレーム Rising Flame 1947 黒鹿毛 | 父の父The Phoenix 1940 鹿毛                     | Chateau Bouscaut                                | Ramondie                |                  |
| 父 *ライジングフレーム Rising Flame 1947 黒鹿毛 | 父の父The Phoenix 1940 鹿毛                     | Fille de Poete                                  | Firdaussi               | Firdaussi        |
| 父 *ライジングフレーム Rising Flame 1947 黒鹿毛 | 父の父The Phoenix 1940 鹿毛                     | Fille de Poete                                  | Fille d'Amour           |                  |
| 父 *ライジングフレーム Rising Flame 1947 黒鹿毛 | 父の母Admirable 1942 黒鹿毛                     | Nearco                                          | Pharos                  | Pharos           |
| 父 *ライジングフレーム Rising Flame 1947 黒鹿毛 | 父の母Admirable 1942 黒鹿毛                     | Nearco                                          | Nogara                  |                  |
| 父 *ライジングフレーム Rising Flame 1947 黒鹿毛 | 父の母Admirable 1942 黒鹿毛                     | Silvia                                          | Craig an Eran           | Craig an Eran    |
| 父 *ライジングフレーム Rising Flame 1947 黒鹿毛 | 父の母Admirable 1942 黒鹿毛                     | Silvia                                          | Angela                  |                  |
| 母 梅城 1945 鹿毛                               | 母の父*ダイオライト Diolite 1927 黒鹿毛         | Diophon                                         | Grand Parade            | Grand Parade     |
| 母 梅城 1945 鹿毛                               | 母の父*ダイオライト Diolite 1927 黒鹿毛         | Diophon                                         | Donnetta                |                  |
| 母 梅城 1945 鹿毛                               | 母の父*ダイオライト Diolite 1927 黒鹿毛         | Needle Rock                                     | Rock Sand               | Rock Sand        |
| 母 梅城 1945 鹿毛                               | 母の父*ダイオライト Diolite 1927 黒鹿毛         | Needle Rock                                     | Needlepoint             |                  |
| 母 梅城 1945 鹿毛                               | 母の母月城 1932 黒鹿毛                          | Campfire                                        | Olambala                | Olambala         |
| 母 梅城 1945 鹿毛                               | 母の母月城 1932 黒鹿毛                          | Campfire                                        | Nightfall               |                  |
| 母 梅城 1945 鹿毛                               | 母の母月城 1932 黒鹿毛                          | *星旗                                           | Gnome                   | Gnome            |
| 母 梅城 1945 鹿毛                               | 母の母月城 1932 黒鹿毛                          | *星旗                                           | Tuscan Maiden F-No.16-h |                  |